# HD 42540
HD 42540，又名CP-62 582，SAO 249451、HR 2196，是一颗恒星，视星等为5.05，位于銀經271.36，銀緯-28.89，其B1900.0坐标为赤經6h 6m 8.6s，赤緯-62° -28.89′ 12″。